# 34239 Louisgolowich
34239 Louisgolowich este o planetă minoră (asteroid), cu un diametru de 3,412 km, din centura de asteroizi. A fost descoperită pe 28 august 2000 la Experimental Test Site⁠(d) de Lincoln Near-Earth Asteroid Research. 
Obiectul prezintă o orbită caracterizată de o semiaxă mare de 2,9940878 UAi, o excentricitate de 0,01, o înclinație de 2,69313 ° în raport cu ecliptica.